# Phostria albescentalis
Phostria albescentalis is een vlinder uit de familie van de grasmotten (Crambidae). De wetenschappelijke naam van deze soort is voor het eerst gepubliceerd in 1918 door George Francis Hampson.
De spanwijdte bedraagt 32 tot 36 millimeter.
De soort komt voor in Congo-Kinshasa, Kenia en Mozambique.